# Nando López
Nando López (que també ha publicat amb la firma de Fernando J. López, nascut a Barcelona, 28 de juny de 1977) és un novel·lista i dramaturg espanyol.

## Biografia
Nando López va néixer a Barcelona l'any 1977. D'arrels andaluses, durant la seva joventut es va traslladar a Madrid, on es va doctorar en Filologia Hispànica. Va participar a nombrosos muntatges teatrals universitaris, tant de director com d'autor, i va fundar la companyia Armando no me llama, amb la qual va estrenar els seus primers textos.
Ha treballat al món editorial i com a docent d'Educació Secundaria i Batxillerat. Des de 2006 compagina les seves facetes de novel·lista i dramaturg amb el seu treball educatiu.

## Premis
Al 2020, va guanyar el premi Gran Angular de l'editorial SM gràcies a la seva obra 'La versión de Eric'.